# Costa dei trabocchi
La Costa dei Trabocchi es la parte de la costa adriática en la provincia de Chieti en los Abruzos. El nombre trabocco deriva de la presencia de los característicos utensilios para la pesca que se usan a lo largo de toda la costa. 

## Municipios

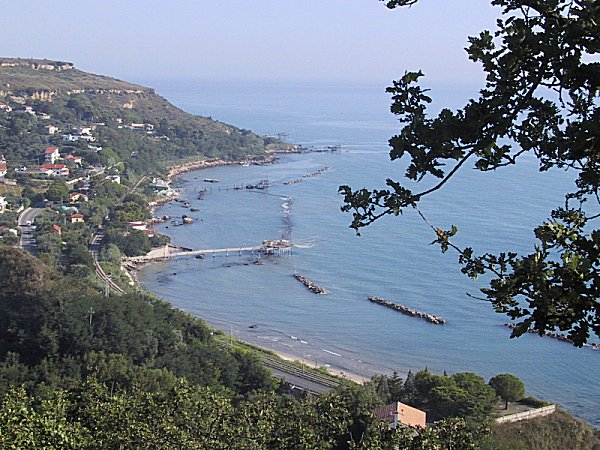
La costa dei trabocchi vista desde la Abadía de San Giovanni in Venere (Fossacesia).

Los municipios que la componen forman parte de la provincia de Chieti y son: 
- Francavilla al Mare
- Ortona
- San Vito Chietino
- Rocca San Giovanni
- Fossacesia
- Torino di Sangro
- Casalbordino
- Vasto
- San Salvo